# Two Doors Down
Two Doors Down è una sitcom televisiva britannica prodotta da BBC Studios. È stato creato da Simon Carlyle e Gregor Sharp e ha come protagonisti Arabella Weir, Alex Norton, Doon Mackichan, Jonathan Watson e Elaine C. Smith.

## Trama
La coppia sposata Eric e Beth Baird ha a che fare con familiari difficili e vicini insopportabili a Latimer Crescent, cercando di evitare un disastro dopo l'altro.

## Episodi
| Stagioni         | Episodi | Prima TV originale | Prima TV italiana |
| ---------------- | ------- | ------------------ | ----------------- |
| Prima stagione   | 6       | 2016               |                   |
| Seconda stagione | 6       | 2016               |                   |
| Terza stagione   | 6       | 2018               |                   |
| Quarta stagione  | 6       | 2019               |                   |
| Quinta stagione  | 7       | 2021               |                   |
| Sesta stagione   | 6       | 2022               |                   |
| Settima stagione | 6       | 2023               |                   |